# Dalsinghsarai
Dalsinghsarai è una città dell'India di 20.181 abitanti, situata nel distretto di Samastipur, nello stato federato del Bihar. In base al numero di abitanti la città rientra nella classe III (da 20.000 a 49.999 persone).

## Geografia fisica
La città è situata a 25° 40' 0 N e 85° 49' 60 E e ha un'altitudine di 40 m s.l.m..

## Società

### Evoluzione demografica
Al censimento del 2001 la popolazione di Dalsinghsarai assommava a 20.181 persone, delle quali 10.654 maschi e 9.527 femmine. I bambini di età inferiore o uguale ai sei anni assommavano a 3.297, dei quali 1.746 maschi e 1.551 femmine. Infine, coloro che erano in grado di saper almeno leggere e scrivere erano 12.157, dei quali 7.311 maschi e 4.846 femmine.